# 滨海拉库阿尔德
滨海拉库阿尔德（法語：La Couarde-sur-Mer，法語發音：[la kwaʁd syʁ mɛʁ]）是法国滨海夏朗德省的一个市镇，位于该省西北部的雷岛之上，属于拉罗谢尔区。

## 地理
滨海拉库阿尔德（46°11'41"N, 1°25'31"W）面积8.8 平方千米，位于法国新阿基坦大区滨海夏朗德省，该省份为法国西部滨海省份，北起旺代省，西临大西洋，南至吉倫特省，东南接多爾多涅省，东北接德塞夫勒省接壤，东临夏朗德省。
与滨海拉库阿尔德接壤的市镇（或旧市镇、城区）包括：阿尔斯昂雷、勒布瓦普拉日昂雷、卢瓦、圣马丹德雷。

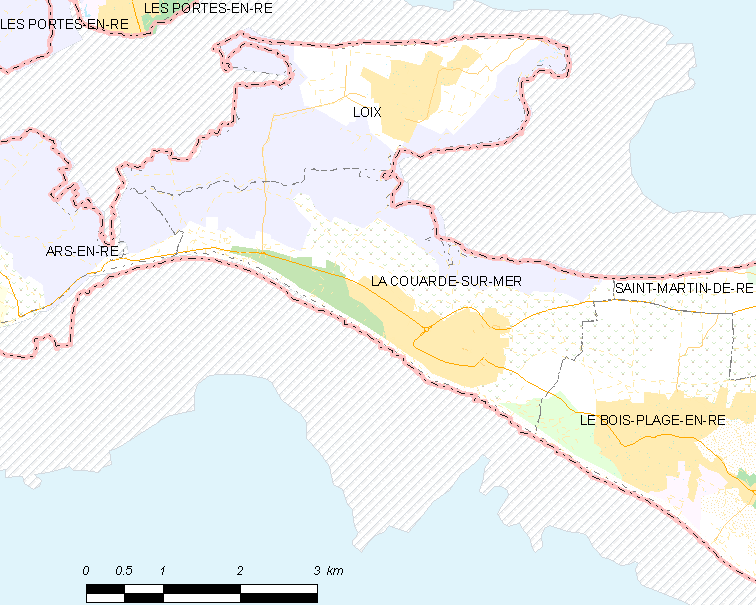
滨海拉库阿尔德的OSM定位图

滨海拉库阿尔德的时区为UTC+01:00、UTC+02:00（夏令时）。

## 行政
滨海拉库阿尔德的邮政编码为17670，INSEE市镇编码为17121。

## 政治
滨海拉库阿尔德所属的省级选区为雷岛县。

## 人口

1962-2008年间滨海拉库阿尔德人口变化图示

滨海拉库阿尔德于2022年1月1日时的人口数量为1112人。